# Юрас (приток Юлы)
Юрас — река в центре Архангельской области, левый приток реки Юлы (бассейн Пинеги и Северной Двины).

## Физико-географическая характеристики
Длина реки составляет 63 км. Юрас начинается у административной границы Пинежского и Виноградовского районов Архангельской области, слиянием рек Левая Рассоха и Правая Рассоха. Течёт с юго-запада на северо-восток. Впадает в реку Юла. Река замерзает в ноябре и остаётся под ледяным покровом до конца апреля. Половодье с мая по июнь. Питание снеговое и дождевое.

### Притоки
Притоки: Верхняя Яла, Нижняя Яла, Вервей, Подворонец, Сюрей, Ворон.

## Топографические карты
- Лист карты P-38-29,30 Вапна. Масштаб: 1 : 100 000. Состояние местности на 1984 год. Издание 1988 г.
- Лист карты P-38-17,18 Пачиха. Масштаб: 1 : 100 000. Состояние местности на 1984 год. Издание 1988 г.